# Jakub Janidło
Jakub Janidło (Jakub Janidłowicz) (ur. w 1570 w Bodzentynie, zm. 31 grudnia 1619 w Krakowie) – prawnik, profesor, rektor Akademii Krakowskiej, kanonik sądecki fundi Biegonice od 1611 roku.

## Życiorys
Był synem Macieja, ślusarza i rajcy miejskiego w Bodzentynie. Studia na Akademii Krakowskiej podjął w 1587. Magistrem nauk wyzwolonych i doktorem filozofii został w 1594. Wyjechał na dalsze studia do Rzymu. W czerwcu 1598 r. jednomyślną uchwałą wszystkich profesorów uzyskał doktorat obojga praw. Po powrocie do Krakowa w 1599 immatrykulował się na Wydział Prawa. 15 marca 1603 przyjął święcenia kapłańskie i otrzymał parafię Gołaczewy, zasiadał również jako sędzia w sądzie biskupim kurii krakowskiej. Za namową Mikołaja Dobrocieskiego podjął się napisania podręcznika Processus iudiciarius ad praxim fori spiritualis Regni Poloniae conscriptus wydanego w 1606, stanowił on obowiązkowy podręcznik uniwersytecki w zakresie procesu kanonicznego przez kolejne 100 lat i był dużą pomocą dla urzędników sądów kościelnych. Od 1611 zaangażował się jako prawnik w spór z jezuitami i w obronę praw Akademii Krakowskiej występując w jej obronie na Sejmie walnym w 1612. Wyjeżdżając z misją do papieża Pawła V ostatecznie król Zygmunt III Waza 23 stycznia 1616 zapewnił, że przywileje Akademii w całości zachować pragnie. Jakub Janidło w 1614 wybrany został rektorem Akademii, wybór ponowiono w 1615 i jeszcze w 1618; był także prowizorem Szkół Nowodworskich. Zmarł mając 49 lat. Na własne żądanie i za zgodą kapituły krakowskiej pochowany został w kaplicy Szafrańców na Wawelu, zwanej inaczej kaplicą prawników.